# Happiness (U2)
Happiness è un singolo del gruppo musicale irlandese U2, pubblicato il 24 ottobre 2024 come secondo estratto dal album in studio How to Re-Assemble an Atomic Bomb.

## Tracce
Testi di Bono e The Edge, musiche di U2.
1. Happiness – 4:30

## Formazione
- Bono - voce
- The Edge - chitarra, cori, sintetizzatore
- Adam Clayton - basso
- Larry Mullen - batteria, percussioni